# Puerto Wilches
Puerto Wilches è un comune della Colombia facente parte del dipartimento di Santander.
L'abitato venne fondato da Pedro Rojas e José Solón Wilches Calderón tra il 1870 e il 1872, mentre l'istituzione del comune è del 12 ottobre 1908.